# Ischyrocerus kapu
Ischyrocerus kapu är en kräftdjursart som beskrevs av J. L. Barnard 1970. Ischyrocerus kapu ingår i släktet Ischyrocerus och familjen Ischyroceridae. Inga underarter finns listade i Catalogue of Life.